# مسجد كامبونج ليماو مانيس
مسجد كامبونج ليماو مانيس أحد مساجد بروناي .

## الموقع
يقع المسجد في منطقة كامبونج ليماو مانيس، التي تبعد حوالي اثنين وثلاثين كيلومتر من مدينة بندر سري بكاوان عاصمة بروناي .

## البناء
تم بناء مسجد كامبونج ليماو مانيس في عام 1994، على موقع الأرض التي تبلغ مساحتها حوالي 5 فدان، وتم الانتهاء من بناء المسجد واكتماله بعد عامين من بداية البناء في عام 1996، بلغت تكلفة البناء مبلغ قدره 2،850،000.00 دولار أمريكي.

## استيعاب المسجد
تبلغ قدرة مسجد كامبونج ليماو مانيس الاستيعابيه حوالي 1،200 مصلي في وقت واحد، ومن بين التسهيلات المتاحة في المسجد وجود مكتبة تحتوي على العديد من الكتب .

## وصلات خارجية
- موقع مسجد كامبونج ليماو مانيس على الخريطة